# Anna Olsson (langlaufster)
Anna Viktoria Olsson (geboren als: Anna Viktoria Dahlberg) (Kramfors, 1 mei 1976) is een Zweedse langlaufster. Ze vertegenwoordigde haar vaderland op de Olympische Winterspelen 2002 in Salt Lake City, Verenigde Staten en op de Olympische Winterspelen 2006 in Turijn, Italië. In 2008 trouwde ze met collega-langlaufer Johan Olsson.

## Carrière
In januari 1997 maakte Dahlberg in Lahti, Finland haar wereldbekerdebuut, een maand later eindigde ze als zevenenveertigste op de 15 kilometer vrije stijl tijdens de wereldkampioenschappen langlaufen 1997 in het Noorse Trondheim. Op de wereldkampioenschappen langlaufen 2001 in Lahti eindigde de Zweedse als zesentwintigste op de sprint en als drieënveertigste op de achtervolging. In december 2001 behaalde Dahlberg in het Italiaanse Cogne haar eerste wereldbeker punten, enkele weken later finishte ze in Garmisch-Partenkirchen voor het eerst in haar carrière in de toptien. Tijdens de Olympische Winterspelen van 2002 in Salt Lake City startte de Zweedse op vier individuele onderdelen, een drieëndertigste plaats op de sprint was haar beste resultaat. Samen met Lina Andersson, Elin Ek en Jenny Olsson eindigde ze als twaalfde op de 4x5 kilometer estafette. In Val di Fiemme, Italië nam Dahlberg deel aan de wereldkampioenschappen langlaufen 2003, op dit toernooi eindigde ze als tweeëntwintigste op de sprint en als drieëntwintigste op de 10 kilometer klassiek. Op de estafette eindigde ze samen met Elin Ek, Lina Andersson en Jenny Olsson op de zesde plaats. In december 2003 eindigde de Zweedse in Val di Fiemme voor de eerste maal op het podium tijdens een wereldbekerwedstrijd. Op de wereldkampioenschappen langlaufen 2005 in Oberstdorf eindigde de Zweedse als vierde op de sprint, op de teamsprint eindigde ze samen met Emelie Öhrstig op de negende plaats. Samen met Lina Andersson, Maria Rydqvist en Elin Ek eindigde ze als achtste op de 4x5 kilometer estafette. Aan de vooravond van de Olympische Winterspelen van 2006 boekte ze in Davos, Zwitserland haar eerste wereldbekerzege. Tijdens de Spelen eindigde Dahlberg als tiende op de sprint, op de teamsprint veroverde ze samen met Lina Andersson de gouden medaille. Op de 4x5 kilometer estafette eindigde ze samen met Elin Ek, Britta Norgren en Anna Karin Strömstedt op de vierde plaats. Op de wereldkampioenschappen langlaufen 2007 in Sapporo, Japan eindigde de Zweedse als vierde op de sprint en als twintigste op de 10 kilometer vrije stijl, op de estafette eindigde ze samen met Lina Andersson, Charlotte Kalla en Britta Norgren op de vierde plaats. In Liberec, Tsjechië nam Olsson deel aan de wereldkampioenschappen langlaufen 2009, op dit toernooi eindigde ze als zesde op de sprint en als twaalfde op de 10 kilometer klassiek. Samen met Lina Andersson sleepte ze de zilveren medaille in de wacht op het onderdeel teamsprint.

## Resultaten

### Olympische Spelen
| Jaar | Plaats         | Resultaten |
| ---- | -------------- | --- |
| 2002 | Salt Lake City | 33e Sprint (vrije stijl) 36e 15 km (vrije stijl) 39e 30 km (klassieke stijl) 40e 10 km (klassieke stijl) 12e 4x5 km estafette |
| 2006 | Turijn         | 10e Sprint (vrije stijl) · Teamsprint (klassieke stijl) · 4e 4x5 km estafette                                                 |

### Wereldkampioenschappen
| Jaar | Plaats        | Resultaten                                                                           |
| ---- | ------------- | ------------------------------------------------------------------------------------ |
| 1997 | Trondheim     | 47e 15 km (vrije stijl)                                                              |
| 2001 | Lahti         | 26e Sprint (vrije stijl) 43e 10 km achtervolging                                     |
| 2003 | Val di Fiemme | 22e Sprint (vrije stijl) 23e 10 km (klassieke stijl) 6e 4x5 km estafette             |
| 2005 | Oberstdorf    | 4e Sprint (klassieke stijl) 8e 4x5 km estafette 9e teamsprint (vrije stijl)          |
| 2007 | Sapporo       | 4e Sprint (klassieke stijl) 20e 10 km (vrije stijl) 4e 4x5 km estafette              |
| 2009 | Liberec       | 6e Sprint (vrije stijl) · 12e 10 km (klassieke stijl) · teamsprint (klassieke stijl) |

### Wereldbeker

#### Eindklasseringen
| Seizoen   | Plaats | Punten |
| --------- | ------ | ------ |
| 2001/2002 | 34e    | 122    |
| 2002/2003 | 43e    | 85     |
| 2003/2004 | 15e    | 421    |
| 2004/2005 | 11e    | 347    |
| 2005/2006 | 20e    | 300    |
| 2006/2007 | 21e    | 255    |
| 2007/2008 | 42e    | 100    |
| 2008/2009 | 16e    | 439    |

#### Wereldbekerzeges
| Nr. | Datum           | Plaats    | Onderdeel                    |
| --- | --------------- | --------- | ---------------------------- |
| 1.  | 4 februari 2006 | Davos     | Sprint (vrije stijl)         |
| 2.  | 17 maart 2010   | Stockholm | Sprint (klassieke stijl) WBF |

*WBF = Etappezege in de wereldbekerfinale.